# 金曜日の妻たちへ
『金曜日の妻たちへ』（きんようびのつまたちへ）は、1983年（昭和58年）から1985年まで毎年新シリーズが作られたTBS系列で放送された連続テレビドラマである。通称は『金妻（きんつま）』。
製作は木下プロダクション（ドリマックス・テレビジョンを経て、現在のTBSスパークル）、金曜ドラマ枠（毎週金曜日22:00 - 22:54、JST）で放送。
本項ではIからIIIまでのシリーズ全般において詳述する。

## 概要
- 核家族間の交流とそこに起きる不倫を題材にしており、『不倫ドラマ』として『金妻（キンツマ）』の略称でも広く知られ、「放送日の金曜日夜10時には、主婦が電話に出ない」とまでいわれるほど大ヒットした。
- ドラマの主要な登場人物は年齢が30代から40代前半の既婚男女らであり、生活程度は「中の上」で東京郊外の新興住宅地に暮らしている[1]。この世代はちょうど当時の「団塊の世代」に当たり、在来のホームドラマがうまく描ききれなかった新しい世代の人間関係と、ドラマのような生活には縁が遠い地方在住者まで含めた「一億総中流」傾向の中で、「中流」より少し上でかつ都会的な生活様式を明確に打ち出したことにより主婦層から支持されただけでなく、大人の恋に憧れるOL・学生を含む世代にもに大いに受けて人気ドラマとなった[1]。舞台になった、当時開発が進んでいた東京郊外の東急田園都市線沿線の新興住宅街でのおしゃれな暮らしぶりが『金妻タウン』と話題となった。
- 本作はシリーズ化され、翌1984年（昭和59年）には第2シリーズ、1985年（昭和60年）には第3シリーズが製作された。第1シリーズから人気が高く話題を呼んだが特に第3シリーズにおいては主題歌のヒットとともに「金妻ブーム」を起こした[2]。しかしすべて続編というわけではなく、設定や配役を変えた変奏曲的作品である。
- 「バブル景気」期の1980年代後半から1990年代前半にかけて大ブームとなったトレンディドラマの先駆けでもある。特に第3シリーズは家庭と仕事を両立させている女性が描かれ、女性が社会進出をしていった時代と重なり「エポックメイキング」的な作品である。
- 「不倫」という言葉はそれ以前のテレビドラマでは「よろめき」（主として、夫のある女性が、他人の男性に心を寄せる）という言葉が一般的に使われていたが、「金妻」以降はほぼ死語になっている（なお“よろめき”は三島由紀夫が1957年に発表したベストセラー小説「美徳のよろめき」に由来する）。今作のおしゃれな雰囲気と自分の人生を謳歌する女性の姿は、以前のよろめきドラマの主人公が背徳感にさいなまれる弱い女性であったこととは大きく異なり「不倫」という言葉を世に広めて以降のドラマでジャンルを確立した。
- ドラマの人気を受けて、本シリーズでロケされた東急田園都市線沿線の区画整理された新興住宅街は、直後のバブル景気には地価が急騰した[3]。
- 第1作及び第3作で主な舞台となった東急田園都市線について、駅敷地内及び電車内のシーンでは東京急行電鉄から撮影の許可を得られず、電車内については当時の田園都市線車両を精巧に再現したセットを用いてスタジオ内で撮影され、駅前のシーンは敷地から離れた場所にカメラを置いてのゲリラ撮影が行われたと、後に放送された「当時の思い出」話を扱った特別番組などで語られている。
- 1960年代から1970年代にかけて歌手として人気を博した、小川知子・いしだあゆみ・森山良子などが勢ぞろいしたことも、ドラマの人気に拍車をかけた。
- 放送当時は、「結婚してからは夫は仕事に妻は家庭に専念すべき」という固定観念が強く残っていたが、このドラマの主人公たちが結婚し、子供を持っても自分の生活を楽しみ友人たちと学生時代のように集い過ごす姿は、羨望とともに受け入れられた。
- ドラマ内で使われた小道具にもこだわりがあり、主人公たちのおしゃれな雰囲気をさりげなく印象付けていた。第3シリーズではいち早く、端末自由化された電話機が使用されている（当時は、電電公社が1985年に民営化でNTTとなり、それまでの電電公社から貸与されるダイヤル式の黒い電話機から、家電販売店などで好みのデザインのものを自由に購入して使うようになっていく過渡期であった）。
- 登場人物の設定が実際の俳優の経歴（出身地、スポーツ、出身大学など）に近いのもこのドラマの特徴である。
- 第3シリーズ放送終了から約1年後に東京郊外という舞台設定や出演者とスタッフの顔ぶれがほとんど同様の「金曜日には花を買って」が放送された。しかし、「金妻」シリーズの生みの親である鎌田敏夫は本作には参加しておらず、脚本は松原敏春が手がけている。また「金妻」シリーズでは女性の不倫を主題にしているが、男性の不倫を主に描いている。
- シリーズすべての脚本を担当した脚本家・鎌田敏夫の代表作のひとつともなっている。

## 金曜日の妻たちへ（第1作）
全14回、1983年（昭和58年）2月11日 - 5月13日放送。
- 当時はそれまでのホームドラマと呼ばれるジャンルのドラマは様々な世代が混在しその中で生まれる問題を扱っていたのに対して、本作は団塊世代の核家族間交流のみにフォーカスし自分達の生活を謳歌しており、特に子供を持ちながらその問題がほとんど出てこないことは斬新だった。草津温泉にスキー旅行に訪れた6人が雪道の中を肩を組んで歩くシーンは話題となった[要出典]。
- ドラマでは中原家と田村家は町田市つくし野周辺、村越家はたまプラーザに設定された。たまプラーザ駅前で東急百貨店たまプラーザ店の喫茶店と駅近くのバー"コスモス"の外観などがロケによって撮影された。しかし自宅周辺のロケは多摩市の多摩センター駅南方にある多摩ニュータウンのタウンハウス落合および西側の鶴牧団地で行われた。
- 中原家が住んでいるテラスハウスは人気となり、当時ロケ地には観光客が見学に訪れるほどであった。
- 中原家は3500万円で購入。当時としては高級住宅である。
- キユーピーがスポンサーであったため主人公たちは必ず商品を購入しており、スーパーのシーンではメインに置かれている。
- 谷村新司は本作の大ファンでこのドラマの世界を歌にしたのがデュエットソング「忘れていいの-愛の幕切れ-」である。谷村から小川知子に直接オファーがあった[4]。

### あらすじ
中原宏と久子は結婚して8年目になる。2人の子供にも恵まれ念願叶って郊外のテラスハウスを購入した。村越英子は久子の短大時代の同級生で同じように結婚し子供を持つ母である。田村夫妻は中原家が以前住んでいた団地の上の階の住人だった。10年前から3組の夫婦の付き合いは始まり、時期を同じくしてニュータウンに越してきた。6人は子供ができても毎週のようになにかと集まっては食べて飲んで家族のように過ごしている。しかし、村越が離婚を切り出したことによって6人の関係は変わり始める。物語はこの3組の夫婦に村越の不倫相手の玲子と中原に気を持つ謎の女・佳代を中心に進んでいく。

### 出演
中原宏：古谷一行
38歳。山口県出身。大手商社に勤め現在は都内本社の食品部に勤める。海外で3年勤務経験があり、出世は早い方である。その海外赴任中にテニスを覚えた。以前は団地に住んでいたがテラスハウスを購入し妻の久子と息子2人と住む。たまプラーザのバーで出会った佳代に言い寄られる。子供の頃は父の転勤が多く友達がほしいと考え続けていた。久子に英子を紹介された時から英子に好意を持っていたが彼女の離婚とその後の孤独な生活を憐み関係を持ってしまう。久子との新婚旅行は九州だった。学生時代はラグビーをしており神谷はその時の後輩である。スキーも得意である。
中原久子：いしだあゆみ
34歳。宏の妻。大阪府出身。旧姓は野村。英子とは短大時代の同級生。宏とは社内結婚で8年目になる。主婦と二人の息子の育児に追われながらも自宅のローン返済のため自宅で下着や冷凍食品まで色々な物を訪問販売をしている。両親が仲が悪かったため仲の良い夫婦になりたいと考えている。宏と英子の関係を佳代に教えられ、子供を連れて家を出て伊東を訪れた。そこは宏との初めての婚前旅行に訪れた思い出の場所だった。
村越英子（えいこ）：小川知子
34歳。村越の妻。独身時代はスチュワーデスをしていた。だらしのない母に対する反面教師で何事もきちんとしないと気が済まない性格。最初は娘の教育熱心で着物姿の典型的な教育ママだったが、村越が不倫し離婚を切り出され、娘からも離婚後は父親についていくことを告げられると大きなショックを受ける。不倫相手の玲子のモデル事務所まで電話して問い詰めたが紆余曲折を経て結局離婚することになる。その後鎌倉の実家に帰り、洋食屋で皿洗いのパートを始める。将来自分の店を持つことが夢になったが、実母との関係にも悩み鎌倉でアパートを借り一人暮らしを始める。孤独な生活のわびしさから宏と関係を持ってしまう。別れるためその洋食屋の店主のつてでフランス、ボルドーの日本人シェフのところで働くことを決め、一人旅立つ。
村越隆正：竜雷太
40歳。新潟県出身。外車の販売業社長。生活に対する価値観や美奈子の教育方針などの違いから、英子との夫婦関係は冷えている。モーターショーでモデルをしていて出会った玲子と不倫しており、中原たちに彼女を紹介し猛反対され、玲子と縁を切ったが結局別れることができずに妻とは離婚することになる。自宅住所は横浜市緑区美しが丘5－1（現在の青葉区）。500万円の金が必要になって中原、田村夫妻に援助を頼んだり（両夫妻はなんとかかき集めようとするが玲子がモデルをして貯めていた貯金を使うことになった）、やくざに販売した車の返済を求め暴力を振るわれ入院したりと商売は順調ではない。離婚前にも玲子を美奈子の面倒をみてもらうため家に呼ぶ。自分の気持ちとは裏腹に年老いていっていることを自覚しており「若くありたい」と思い無理をしている。中原家で飲んだ後にたまたま出会ったランニングをしている人に感化され、そのまま真冬の夜追い付こうと走ったが倒れて救急車で運ばれたことがある。
田村東彦：泉谷しげる
34歳。公務員で収納課に勤めている。子供はなく、なにかと真弓とけんかしている。末っ子。村越の借金の申し込みにへそくりを差し出そうとするなど優しい面もある。よく中原たちの前で夫婦喧嘩をしているがそれは二人だけで喧嘩すると本当に喧嘩別れしてしまいそうだという恐れからである。母とは顔が瓜二つで以前宏が出会ったときはあまりにそっくりで声が出なかったほどである。真弓が似顔絵を描いたことがある。末っ子のマザコンで母のためにカラオケで中森明菜の少女Aを歌ったりする。痔になってしまう。
田村真弓：佐藤友美
38歳。東彦の妻で彼より年上。イラストレーターをしている。少しわがままな性格で好き嫌いが激しく、言いたいことをはっきり言う。玲子や佳代にきつく接するが言っていることが間違っているわけではなく、久子や英子など分別をわきまえた相手には優しく配慮がある。子供はいなかったが後に子供ができない体だったことがわかる。村越家を壊した玲子を当初は「泥棒猫」と呼び毛嫌いして本人を目の前にして嫌味を言っていたが、だんだんと受け入れるそぶりを見せた。しかし玲子がグループに入ってくるようになり、彼女に子供ができたことがわかると拒否感を示す。神谷に対してはそのずうずうしい性格のため好感は持っていないようである。
沢玲子：石田えり
24歳。村越の不倫相手。モデルをしているが自他ともに認める三流モデルである。モータショーのモデルとして雇ったことがきっかけで村越と不倫するようになった。当初は結婚話まで盛り上がる村越に対して冷めたところがあり、遊びでいいと考えていたが本心は村越を愛していた。若さと無分別さで結果的に村越家の家庭を壊してしまう。実家は魚屋のため魚さばきが得意。性格は優しく、子供好きで美奈子とは仲がいい。当初は特に真弓から冷たく接されたこともあり、肩身の狭い思いをしていた。飲むとよく話すようになる。村越との子を身ごもる。
神谷元：加藤健一
中原のラグビー部時代の後輩。34歳にして独身でうだつが上がらずだらしのない性格。北海道出身で子供の頃はカニをおやつに食べていた。現在は駅の近くでアパート住まいをしている。休みになるとなにかと中原家にやってくるためうるさがられている。佳代に一目ぼれしてアタックするがデリカシーのない言動のため嫌われている。しかし佳代は宏に近づくために利用しようと関係を持つようになる。その後は佳代が宏に会うために神谷が嘘をついて呼び出したり彼女のために動く。佳代が宏と英子の関係を久子に密告したことを知ると彼女を顔が腫れるほど殴るという凶暴かつ残忍な面もある。結局佳代が宏をあきらめ、それまでの仕事を辞めてクラブのホステスになると店まで押し掛けて、別れることができずでたまに会うそのまま関係を持ち続ける。
斉藤佳代：佳那晃子
23歳。中原たちの行きつけのバー"コスモス"の常連。いつも仕事帰りに一人で飲んでいた。以前にも家庭のある人を好きになりその家庭を壊したことがある。中原に気があり神谷を利用して何かと問題を引き起こす。宏と関係を迫るが断られたはらいせに宏と英子の関係を久子に密告し、それを神谷に責められると仕事をやめて最後は銀座の会員制クラブで働くようになった。パトロンを持ち家賃20万円のマンションに住むようになる。水商売だった母と同じ道を歩む。典型的な幸せな家庭に対して嫌悪感とともに強い羨望を持っている。
泉たか子：あき竹城
八百屋で移動販売をしている。ニュータウンの広場に店を出しているため主婦の社交場となっている。自身の家族のことを話すことが多く、明るい性格で久子を励ます。息子信一を17歳で出産していて、口げんかが絶えないが信用しており本当は仲が良い。信一と河島が付き合うことを心配している。夫とはお互い顔が腫れるほどけんかする。姑との関係に悩んでいたが、いまは良好なようである。
泉信一：直江喜一
たか子の息子。バイクが趣味で補導されたことがあるがしっかり者。母の八百屋の移動販売の店を手伝う。友人の河島の不祥事をたか子に知られないように謝罪するなど配慮がある。
稲葉京子：西川ひかる
男たちが気晴らしに訪れるたまプラーザ駅前にあるバー“コスモス”のママ。皆のよき相談相手である。佳代の人の家庭を壊した過去を知っており中原との関係について心配し、行き過ぎた行動にはきつく叱る。大阪に息子がいる。
中原航：大原和彦
中原家の長男。翼とはケンカが絶えない。
中原翼：岩瀬威司
中原家の二男。二人で寝ていた際に航に蹴られ大量に鼻血を出し救急車で運ばれるが問題はなかった。
村越美奈子：今井里恵
村越家の一人娘。航と翼よりも年上で、よく遊んであげている。隆正と英子は隆正の不倫によって一時期離婚の危機に陥ったが2人は美奈子のために思いとどまり隆正も玲子との関係を解消したが、美奈子が自分のために夫婦のふりをしているのは嫌だと言ったことで離婚することになった。英子の教育熱心振りには不本意。そのため父親の村越についていくことを決めた。両親の離婚により胸を痛めるが、気を使いつつ接している。玲子とは仲が良く再婚には賛成している。
三木輝男：武村明
信一のバイク仲間。
河島剛志：四禮正明
信一のバイク仲間で不良。久子に気があり、昼間に中原宅に侵入し久子を襲うが反撃に遭い未遂に終わる。この件で信一とは縁を切られる。
アパートの大家：原ひさ子
離婚後、英子が借りた鎌倉のアパートの大家。フランスに旅立つ英子をそっと励ます。

### 放送日程
| 各話                                                      | 放送日        | サブタイトル     | 視聴率 | 演出     |
| --------------------------------------------------------- | ------------- | ---------------- | ------ | -------- |
| 第1回                                                     | 1983年2月11日 | 侵入者           | 13.9%  | 飯島敏宏 |
| 第2回                                                     | 1983年2月18日 | 遊びでいいのに   | 13.8%  | 飯島敏宏 |
| 第3回                                                     | 1983年2月25日 | 風に吹かれて     | 14.6%  | 松本健   |
| 第4回                                                     | 1983年3月4日  | 昔みたいに       | 12.4%  | 松本健   |
| 第5回                                                     | 1983年3月11日 | 喧嘩だらけの夜   | 13.5%  | 飯島敏宏 |
| 第6回                                                     | 1983年3月18日 | 誘い             | 14.8%  | 松本健   |
| 第7回                                                     | 1983年3月25日 | 蒼い炎           | 15.1%  | 松本健   |
| 第8回                                                     | 1983年4月1日  | 情事の章         | 18.4%  | 飯島敏宏 |
| 第9回                                                     | 1983年4月8日  | 深みへ           | 17.0%  | 飯島敏宏 |
| 第10回                                                    | 1983年4月15日 | 目撃されて       | 17.1%  | 松本健   |
| 第11回                                                    | 1983年4月22日 | 密告             | 17.5%  | 飯島敏宏 |
| 第12回                                                    | 1983年4月29日 | 揺れる女         | 15.9%  | 飯島敏宏 |
| 第13回                                                    | 1983年5月6日  | むかし唄った歌   | 20.9%  | 松本健   |
| 最終回                                                    | 1983年5月13日 | 小さな屋根の下で | 18.9%  | 飯島敏宏 |
| 平均視聴率15.9%（視聴率は関東地区・ビデオリサーチ社調べ） |               |                  |        |          |

### 制作
- プロデューサー：飯島敏宏
- 脚本：鎌田敏夫
- 音楽：渡辺博也
- 主題歌：「風に吹かれて」（ピーター・ポール&マリー）
- 技術：太田博
- カメラ：高田裕
- 照明：倉本輝彦
- 音声：片岡博司
- カラー調整：細田伸
- VTR：荒井悦治
- 音響効果：下城義行
- 美術：椎葉禎介
- 美術製作：沢井義雄
- 化粧：猪熊あゆみ
- T.K：唐木めぐみ
- 衣装：東京衣装
- 大道具：明治製作所
- 小道具：東京美工
- 持道具：京阪商会
- 植木：アサヒ植木
- 衣装協力：オンワード樫山、BOSCH、SUZUYA、ウッドペッカー、三松
- 外車協力：オートラマ
- ロケーション協力：伊東観光協会
- 制作担当：大谷弘
- 演出補：飯塚正彦
- 協力：東通
- 演出：松本健
- 制作：木下プロダクション、TBS

### ロケ地
- 中原家としてロケで使用された民家（緑の矢印の棟の5世帯のうち一番北側の世帯）
- 草津旅行前に一人鎌倉から参加した英子が待っていた角　宅地造成後そのまま空き地だった当時と比べて現在は住宅が立ち並び当時の面影はほとんどない。背後に見える町田市立総合体育館も当時は存在しなかった。成瀬駅からここまでが車のルートとしてロケに使われた。駅前もその後の開発によってあまり面影がない。（成瀬駅は放送4年前の1979年4月1日に開業）
- 第1話で買い物に訪れたスーパー
- 草津ナウリゾートホテル　(皆で旅行に訪れた草津で宿泊したホテル。入り口から3人が肩を組んで歩いてきた。）
- 伊東園ホテル（久子と宏が婚前旅行に訪れたホテル。家を出た久子が再び宿泊した。）

## 金曜日の妻たちへII 男たちよ、元気かい?
全14回、1984年（昭和59年）7月6日 - 10月5日放送。
- 制作段階でのサブタイトルは「めぐり逢い」であったが、変更された。
- 第1シリーズと第3シリーズでは長い友達付き合いをしていたグループが主として物語が進行するのに比べて本作は新興住宅地に越してきた元恋人同士の男女がまわりの人々を巻き込んで物語が始まる[6]。主な登場人物も10人と多くIとIIIは核家族間交流が主となっているが、今作は嫁姑関係や、舅との同居に悩む婿、そして子供の教育問題など三世代間に渡る「家族」に関わる問題の描写が多いのが特徴である。
- オープニングの映像は新宿副都心の高層ビル群を抜けてロマンスカー（小田急7000形電車）が郊外へ走り、4軒が並ぶ自宅へ到着するというものだった。
- IとIIは田園都市線をメインとしているが、今作は小田急電鉄の協力を受けて小田急江ノ島線の中央林間駅が男性たちの通勤に使われた。男性たちは帰宅時に必ず「ロマンスカー」を町田まで利用しており、現在はサービスが終了した「走る喫茶室」の様子も見ることができる。"帰宅時に座って一杯飲む"というサラリーマンのささやかな楽しみが強調されていた。車内はセットで撮影されたが実際の様子が忠実に再現されていた。西村一家は千葉からの引っ越しの際にもロマンスカーを利用している。
- 物語の舞台は中央林間（ただし、実際に中央林間で撮影したのは駅前のシーンだけであり、自宅周辺のロケは町田市南大谷で行われた）。現在は取り壊されてしまった中央林間駅前広場など、駅開発前の貴重な様子が見て取れる（本ドラマ放送開始の3ヵ月前（1984年4月9日）に中央林間駅まで田園都市線が延伸開通している）。
- 中央林間駅から自宅まではバスで10分かかる設定。最終バスは9時45分と早い。
- 1970年代には歌手としても活動していた篠ひろ子が美声を披露している。
- 板東英二のドラマ初出演作である。本作での好演以降様々なドラマ、映画に多方面で活躍するようになった。
- 公一が当時の人気番組「ザ・ベストテン」を見ているシーンが登場する。その後公一役の内海は同番組に光GENJIとして出演するようになり、小山役の小西博之はちょうど本作放送後の1年後の1985年10月3日から2代目司会者を務めることになる。そのほかにも当時のTBSの人気番組「まんが日本昔ばなし」「ぴったし カン・カン」などが音声だけであるがテレビを見ているシーンで多用されている。
- 1987年12月10日放送の「ザ・ベストテン」に光GENJIが第2位で初登場した際には内海光司が出演したシーンが番組内で放送された。当日はちょうど板東英二が代役司会を行っており撮影時の思い出を語った。
- サッポロビールがスポンサーであったため、毎話必ず酒盛りをしているシーンが至る所に登場し特に生ビールを飲むシーンが多い。佐野家や小山・深沢家の自家用車やバイクもスポンサーのホンダ製の物を使用していた（但し、川久保家の自家用車のみフォルクスワーゲン製であった）。また今作もキユーピーがスポンサーのため主人公たちは必ず商品を購入している。
- 第11回「それぞれの秘密」で、みどりが家出した隼人の連絡先を紙に書いて和子に渡すシーンがあったが、2010年頃からはその紙に書かれた電話番号の一部にぼかし処理を施して再放送している。[注釈 1]第12回「終わってしまったこと」でも一部シーンでこの紙がアップで映されているが、こちらでも電話番号の一部にぼかし処理を施して再放送されている。
- 現在の法律や常識からすると不当・不適切な部分がある。

-第5回「近所づきあいの限度」において、和子が軽井沢の別荘で夫人同士で酒盛りした後に自動車を運転して買い出しに行くシーンは飲酒運転となってしまうため、TBSチャンネルで第5回の再放送が行われる時は第6回予告を流した後にこの旨を指摘するテロップを出して注意するよう促している。
-第9回「熱く激しかった夏」では、隼人が大学時代の友人の口利きで転職しようとしたものの、隼人の元上司が経営セミナーで同席した友人の上司に隼人の過去を暴露して転職が破談になってしまった。本放送された1984年当時は隼人の元上司のこの行為（元従業員の勤務情報の漏洩）は何ら問題なかったが、個人情報保護法が施行された現在では違法行為にあたり、最悪の場合は勤務先を懲戒解雇になる可能性もある。

### あらすじ
大和市中央林間の丘の上に並ぶ4軒の真新しい白い家に佐野家、西村家、小山家、川久保家がそれぞれ新生活に夢を持って越してくる。引っ越しの挨拶をしてまわった小山隼人は佐野家の妻を見て驚く。彼女は昔の恋人だったのだ。とっさに初対面のふりをした二人だが、隼人の和子を思う気持ちはエスカレートし同時に少しずつまわりにも知られていく…。

### 出演
佐野和子：高橋惠子
31歳、一朗の妻。旧姓は山下。水戸出身。妹がいる。実家は商店を営んでいる。独身時代は人文科学系の専門書の出版には実績のある出版社で校正の仕事をしていた。友人の規子に誘われ野球には興味がないにもかかわらず西京大学のグラウンドに行ったことで隼人と出会った。交際を始めたが東京と名古屋で離れていたため会うために毎週名古屋まで通うほどだったが、別れを決めて一郎と見合い結婚をする。以前は社宅に住んでいたが念願の一軒家を購入した。結婚後も自宅で仕事を続けており、ときおり車で都内の出版社に通っている。気が強く意地の悪い姑との関係に悩む。そして一朗との関係にも疑問を持ち始める。隼人と再会したがよりを戻す気はなかった。しかしだんだんとまわりに知れていき、様々偶然が二人を近づけてしまう。隼人の最初の印象は大きなやんちゃな男の子だった。
佐野一朗：伊武雅刀
36歳。電器会社のNSC技術研究所に勤める課長。和子とは結婚7年目。結婚してすぐにボストンの研究所に出向になった。真面目な性格で浮いたところがない。引っ越し前は浦和の社宅に住んでいた。Aurex SB-M30を所有しておりオーディオが趣味。黒のホンダ・プレリュード（2代目）に乗っている。日経サイエンスを愛読している（挿入歌のレコードプレゼントのアナウンスも担当）。
小山隼人：小西博之
24歳。名古屋の西京大学の野球部出身。学生時代のあだ名は「牛」。妻のみどりとは結婚3年目になり元同僚で、和子と失恋して落ち込んでいた時励まされたことが縁で結婚した。和子と突然連絡が取れなくなり別れの手紙を1通受け取りショックを受け時が経って結婚しても彼女を忘れることができずにいた。近所に住むことになり気持ちが抑えられなくなる。真面目で不正が許せない性格でそれが原因で学生時代は監督と喧嘩し、4年までレギュラーになれなかった。大学卒業後は明光食品に勤めていたが、上司のやり方が気に食わず、やめてしまう。友人の口利きで次の仕事が決まっていたが、上司が手を回し破談にされてしまい無職になる。以前は2人でアパートに住んでいたが、みどりの実家を売って中央林間に家を買うことになったため、口うるさいが義父の日出男には頭が上がらない。名古屋時代の住所は瑞穂区川澄町4－20。箸の持ち方が悪い。赤のホンダ・シビック（3代目）に乗っている。
小山みどり：岡江久美子
28歳。高円寺で生まれ育った。隼人が東京勤務の時に職場で出会い結婚。以前は浜田山のアパートで6年間2人で暮らしをしていたが、中央林間での新生活では満員電車に揺られることが嫌で仕事を辞めた。職を探していたが、米山医院という病院の受付の職を見つけた。隼人が持っていた山下和子からの手紙を気にしていたがそれが和子と隼人が恋人同士だったことに気づいてしまう。バイクに乗っている。隼人との新婚旅行はハワイだったが2人とも肌を焼きすぎてしまった。
西村信行：板東英二
42歳。以前は千葉の団地に住んでいた。5人の子持ち。オフィス機器関連の会社のサンエイ事務機器に勤めている。千佳と不倫しており、如才ない性格。大阪出身。営業部勤務で学生時代はハンドボール部に所属していた。合宿の移動中の汽車の中で高校生だった洋子と出会い、文通を続けた。大阪と仙台で離れていたが休みには夜行に乗って会いに行っていた。これが縁でその後結婚した。
西村洋子：篠ひろ子
38歳。信行の妻。仙台出身。適当な性格で片付けができない。他人の行動を監視しておりわざとゴミの日でない日にごみを出したり何かと面倒を起こす。当初ははっきりと物を言うインテリの和子が気に食わず、由利と一緒に陰口を叩いていたが和子と隼人の関係を知ると変わり始め、町田のスナックで歌うようになる。スナックのマスターと恋仲になるが、和子の機転で一線を越えることはなかった。当初はインテリの和子を毛嫌いしていたが本当の和子を知ることによって仲を深めていく。
川久保弘：竜雷太
44歳。酒好き。スポーツ用品会社、HOKUYO SPORTSに勤める。総務課長。照美との離婚後、19歳年の離れた由利と再婚した。しかし別れた妻に公一の相談と称してよく会っている。頼りない性格で今でも照美に叱られている。
川久保由利：田中好子
25歳、弘の妻。旧姓は藤井。夫とはかなり年が離れており自分で決断ができずいつも母に電話して相談していた。引っ越しの際も近所のあいさつ回りや転居届の提出も母に付き添ってもらっていた。引っ越し後ゴミ出しの問題では仕事中の弘にくじ引きで決めていいか相談した。弘とケンカするとすぐに実家に帰ってしまう。義理の息子公一との関係に悩んでいたが、照美から妻としても母としても資格がないと糾弾されるとやる気を出し、努力をするようになった。母はゴルフの練習場とブティックとドライブインを女手一つで経営している。独身時代から母のゴルフの練習場を手伝っており、そこに来ていた弘と出会い結婚した。しかし本当はあまり母を好いていない。当時読売ジャイアンツに所属していた篠塚利夫のファン。
服部桃子：香坂みゆき
23歳。一朗の会社の部下。自由奔放な恋愛観を持ち一朗を誘惑する。自宅にも訪れたことがある。
大石千佳：志穂美悦子
29歳。信行の愛人。千葉の理容院、BARBERタナベで働いていたが、信行が中央林間に越したことで彼女も駅前のスナックでの職を見つけ越してくる。そのスナックに男たちが仕事帰りに立ち寄るようになった。
新田照美：佐藤友美
41歳。弘の元妻。ファッションアドバイザーとしてテレビに出演している。気が強く、頼りない由利について糾弾した。しかし本当は孤独である。自身のテレビの発言と実際の照美とはかけはなれており、見ている弘につっこまれている（例・離婚はお互いの意思を尊重した→大泣きして別れたくないと言った、パリでは靴をとても大切にする→海外には行ったことがない、など）。
編集長：長塚京三
和子が以前勤めていた出版社の編集長。隼人と和子の昔話を第三者から聞き出す。
山崎秀太郎：泉谷しげる
36歳。北海道から単身赴任中のサラリーマン。帰りのロマンスカーの中で男たちがよく出会う。千佳が勤めるスナックにも現れる謎の男。
小林：アパッチけん
隼人の学生時代の仲間。独身で曳舟のアパートに住んでいる。隼人は家を出ると居候する。
西村美帆：矢野有美
西村家の長女。高校2年生であるが大人びている。由利の弟と付き合うようになる。
西村信一：新井紀一（当時・ジャニーズJr.）
西村家の長男。中学2年生。功二といつも喧嘩をしている。川久保家の公一とはあまり仲が良くない。
西村功二：山田裕史
小学5年生。信一といつも喧嘩している。
西村小春：甲斐みどり
小学2年生。千葉から引っ越すのが嫌で引っ越しの日も泣いていた。
佐野伸代：青木和子
一朗の母。58歳。母一人で息子を育てたためか性格はかなりきつい。そのため嫁の和子には息子を取られたように感じており嫉妬している。みどりの父の深沢とは犬猿の仲で、年寄扱いされることを嫌っている深沢にわざと老人会の案内を渡したり底意地が悪い。家賃と食費を毎月一朗夫婦に渡しておりそれを普段は和子に渡しているが和子に気に入らないことがあったときはわざと和子のいるところで一朗に和子に渡してくれと言って差し出したりする。最後には和子の不義の証拠を見つけ追い詰めて家から追い出す。一朗夫婦が結婚した当初は同居をせず一人で暮らしていた。その頃は若返りをしようとして派手なブラウスを買ったりしていたが、結局袖を通さず、5－6年経って和子に押しつけた。その後心臓を悪くしたため同居することになり現在にいたる。かわいさゆえに孫の梓に不用意におもちゃを買い与えたり、夕食前にお菓子を与えたりと和子を悩ます。カウンセラーで老人ホームをまわる仕事をしている。
佐野梓：野竹和子
佐野家の長女。5歳。幼稚園に通っている。
川久保公一：内海光司（当時・イーグルス）
川久保家の長男。父が若い母と結婚したことに悩む。喘息持ちであまり健康ではない。原因不明の腹痛で入院する。
西村家の信一とは同級生だがあまり仲が良くない。痴漢の犯人に疑われたが犯人ではなかった。
藤井勝志：宇治正高（当時・イーグルス）
由利の弟。西村美帆と付き合うようになる。
深沢日出男：土屋嘉男
みどりの父。61歳。5年前に妻を亡くしている。高円寺の自宅を売ってみどり夫婦と同居することになった。元商社マンで三井商事に勤めていた。ロンドン滞在経験がある。その頃からオートバイを乗り始め30年になる。うだつの上がらない隼人にいらいらしておりかなりきつい調子で叱る。以前の自分の家を売った金で家を買ったことを何かにつけては話す。しかし決して悪人という訳ではなく、隼人が上司の不正を告訴して会社を辞めた時はみどりに隠れて褒めたりする。隼人と和子の件がまわりに知れてしまってからはどうにか娘夫妻の仲をとりなそうとして心優しい父の顔を見せる。佐野伸代とは電車内での席の譲り合いの件で喧嘩をしてから犬猿の仲。同居前はホンダのバイクに乗っていた。
早苗：山本千代美
一朗の部下で桃子の同僚。
松村幸江：福島麻矢
第1話に登場。佐野家が以前に住んでいた浦和の社宅の3軒先に住んでいた。引っ越しの前日に段ボールを持ってきて嫁としての和子を褒める。
マンションの住人：佳島由季
転居の際に川久保家が捨てたごみに文句を言いに来た。
西京大学元野球部員：市川勇、鈴木正人、井上智昭、富田誠
第3話に登場。隼人の同級生。
アナウンサー：根津裕忠
第1話で照美の出演した番組の聞き手。
ロマンスカースチュワーデス：樫本知永子
第2話と第6話に登場。当時ロマンスカー内で提供されていた「走る喫茶室」のサービス係員。
アナウンサー：細川礼子
第2話に登場。
女子社員：玖世美紀枝
第3話に登場。
ロマンスカースチュワーデス：谷本晃子
第3話に登場。
蒲田刑事：村越伊知郎
第6話に登場。
小林婦警：清水めぐみ
第6話に登場。
主婦：西坂和子 加藤陽子
第6話に登場。
クラブの主任：上地雄大
洋子が勤めたクラブのマスター。洋子が不倫する気はないと告げると逆上し彼女を殴ったため顔にあざができてしまった。
ギタリスト：尼崎勝司
第7話に登場。
ピアニスト：鎌田仁
第6話と7話に登場。
野田家の家族：志賀圭二郎、金子勝美、伊藤夏美、大城戸義晴
最終話に登場。佐野家の後に引っ越してきた。
TBS緑山塾
劇団日本児童
エンゼルプロ

### 放送日程
| 各話                                                      | 放送日        | サブタイトル            | 視聴率 | 演出     | 備考 |
| --------------------------------------------------------- | ------------- | ----------------------- | ------ | -------- | ---- |
| 第1回                                                     | 1984年7月6日  | 女はみんな元気だよ！    | 18.2%  | 飯島敏宏 |      |
| 第2回                                                     | 1984年7月13日 | ALMOST PARADISE         | 16.9%  | 楠田泰之 |      |
| 第3回                                                     | 1984年7月20日 | 昔の唄は忘れない        | 13.7%  | 松本健   |      |
| 第4回                                                     | 1984年7月27日 | 恋愛は情熱、結婚は制度? | 14.6%  | 楠田泰之 |      |
| 第5回                                                     | 1984年8月3日  | 近所づきあいの限度      | 14.2%  | 松本健   |      |
| 第6回                                                     | 1984年8月10日 | 妻が女を宣言する日      | 17.1%  | 飯島敏宏 |      |
| 第7回                                                     | 1984年8月17日 | 翔んで飛んで跳んで      | 18.0%  | 楠田泰之 |      |
| 第8回                                                     | 1984年8月24日 | 隣の女 隣の男           | 18.2%  | 楠田泰之 |      |
| 第9回                                                     | 1984年8月31日 | 熱く激しかった夏        | 18.7%  | 松本健   |      |
| 第10回                                                    | 1984年9月7日  | わたしの白い家          | 21.3%  | 飯島敏宏 |      |
| 第11回                                                    | 1984年9月14日 | それぞれの秘密          | 20.0%  | 楠田泰之 |      |
| 第12回                                                    | 1984年9月21日 | 終わってしまったこと    | 21.0%  | 楠田泰之 |      |
| 第13回                                                    | 1984年9月28日 | 後悔なんかしない        | 20.4%  | 松本健   |      |
| 最終回                                                    | 1984年10月5日 | それでも白い家          | 18.8%  | 飯島敏宏 |      |
| 平均視聴率17.9%（視聴率は関東地区・ビデオリサーチ社調べ） |               |                         |        |          |      |

### 主題歌
- 「パラダイス〜愛のテーマ」（マイク・レノ&アン・ウィルソン）[注釈 2]

### 挿入歌
- 「『いちご白書』をもう一度」（バンバン）

一朗は将来について悩んでいた頃よく街で流れていて聞いた「青春の」思い出の曲、和子にとっては隼人と恋仲だった頃の思い出の曲という設定で劇中に数回使用されたが、重要なシーンを除いて著作権の問題からDVDではほかの曲に差し替えられている。
- 「イニシャルレター」（尼崎勝司）

### 制作
- プロデューサー：飯島敏宏、阿部祐三
- 脚本：鎌田敏夫
- 音楽：渡辺博也
- 技術：塚越捷
- カメラ：志村泰史
- 照明：倉本輝彦
- 音声：鎌田友道
- カラー調整：多嘉良勲
- VTR編集：長谷川克己
- 音響効果：下城義行
- 美術：椎葉禎介
- 美術製作：丸山俊史
- タイムキーパー：唐木めぐみ
- メイク：猪熊あゆみ
- 衣装：東京衣装
- 大道具：明治製作所
- 小道具：東京美工
- 持道具：京阪商会
- 植木：朝日植木装飾
- 衣装協力：ジオン商事、グラン山貴、イサム、fashion house sanyo、吉田ヒロミ
- 協力：緑山スタジオ
- 制作担当：大谷弘
- 演出補：赤羽博
- 協力：東通
- ロケーション協力：草津ナウリゾートホテル、小田急電鉄
- 演出：飯島敏宏
- 製作：木下プロダクション、TBS

### ロケ地
- 緑山、中央林間、東林間、成瀬台、成瀬台、草津、すずかけ台、鵠沼
- ロケで使用された川久保家 町田市南大谷　左隣が西村家、右隣が小山家として使われたが、西村家は立て替えられており現存しない。佐野家は3軒の反対側、西村家の真向かいの設定だったがその場所は実際は公園で道路を下って曲がり角北側にある灰色屋根の住宅が使用された。そのため3軒の家の背後から撮影された映像は合成で制作された。小山家の右の小道が買い物への近道という設定で使われたが、当時グラウンドとテニスコートだった場所は大型マンションが建っている。
- 中央林間駅前のカフェミズシマ（2階の喫茶店。現存せず）が入っていたビル。和子と隼人の友人たちがお茶を飲んだ場面と、隼人と和子の密会を一朗を目撃される場面に使われた。隼人とみどり、隼人と日出男のシーンはセットで撮影。隼人の友人たちに見つけられた和子が買い物をしていた2つ左の酒屋・福田屋は後に建て替えられたが、現在も同地でたばこ販売店として営業している。
- 町田市立八町山児童公園 （第6話で近所の人が痴漢が発生したという噂話をしていた公園。この公園は3軒の住宅ロケを行った目の前にある。第10話では家と反対側の入り口前に会社を辞めた隼人が野菜を買いに来た移動八百屋が止まっていた。）
- 隼人とみどりが住んでいたアパート 経堂 （2013年現在、現存しないが、2009年のストリートビューでは確認ができる。設定は浜田山だが、ロケは経堂でされた。

## 金曜日の妻たちへIII 恋におちて
全14回、1985年（昭和60年）8月30日 - 12月6日放送。
- シリーズ最高視聴率23.8%を記録。これまでのシリーズでは海外の楽曲がテーマ曲に使用されてきたが、本作では小林明子の「恋におちて -Fall in love-」が主題歌として採用されドラマとともに大ヒットした。この曲とともに「金妻」というと本作をイメージされることが多い。ドラマのOPではレコードの1番の歌詞だけでなく英語詞の2番が使用された回もある。
- 物語の舞台は町田（つくし野駅周辺）、仙台。前作では小田急線がメインに使われていたが今作では東急田園都市線が主人公たちの通勤路線として使われている。
- 主人公たちがおコマの家のパティオに何度も集まり飲んで歓談するシーンが放映され、物語の中で重要な位置を占めていた。その影響で当時パティオのある家が人気となった。（本来パティオとはスペイン語で中庭という意味である通り建物内の吹き抜けの中庭のことをさす。しかし日本の住宅事情では難しく、本作でパティオと呼ばれるものは「テラス」に近い。）このパティオのシーンは大変印象的でザ・ベストテンに主題歌を歌った小林明子がランクインした際にはこのパティオのセットで歌ったことがある。また小林本人も第4話にバーのピアノ奏者として特別出演している。
- 本作はパートIから古谷一行、いしだあゆみ、小川知子、パートIIから篠ひろ子、板東英二が出演し新しく奥田瑛二と森山良子が加わった（本作で森山の夫を演じている長塚京三もパートIIに和子の仕事先の編集長として出演している）。しかし、シリーズ3作にすべて出演した人物はいない。パートIでは夫婦を演じた古谷一行といしだあゆみが元恋人同士で不倫関係を演じている。
- 本作もスポンサーに配慮し、キユーピーの商品が電車の中吊りやスーパーでの買い物などのシーンに使用され、登場人物はホンダ車に乗っている。ただし、飲料メーカーのスポンサーがサッポロビールからサントリーに変更されたため、本作ではサントリーのビール（パピプペンギンズデザインの容器）を使用している。
- OA版では桐子が映画の翻訳字幕の仕事をしているシーンで当時の人気映画の『マイナーブラザース 史上最大の賭け』、『ガッチャ！』や『グレン・ミラー物語』『荒野の決闘』、公開直前だった『バック・トゥ・ザ・フューチャー』といった作品が至る所に使用されたが、DVD版では版権の関係から『恋におちて』以外はすべてカットされている。
- タイトルの通り今作は映画『恋におちて』のオマージュが非常に多く映画自体の映像も使われている。ノロと藤森が電車内（東北新幹線）や本屋で出会う、関係を持とうとするが直前で女性側が断る場面等。またノロの目に入ったごみを藤森がとるシーンなどは映画『逢びき』の影響も見て取れる。
- 第1話で三浦の別荘においてのパーティーで圭一郎が妻を呼ぶシーンで、妻の名前は"あやこ"であるがこの時だけ"やえこ"と呼んでいる。
- 森山良子のドラマ初出演作である。本作での好演以降、歌手活動の傍ら様々なドラマや映画に多方面で活躍するようになった。

### あらすじ
彩子、由子、法子、桐子は仙台のお嬢様学校、青葉女学院で幼稚園から短大まで16年間を共に過ごした幼馴染。子供の頃のまま桐子以外はお互いの愛称でタケ、おコマ、ノロと呼び合っている。皆上京し結婚して家庭を持ったが、家が近いことも縁でそれぞれの夫も含めなにかと連絡を取り合い集まっている。桐子は離婚後連絡が取れなくなっていたが、おコマが偶然銀座で再会する。タケの父親が所有している三浦の別荘でパーティーが開かれ、桐子も招き4人は旧交を温めた。しかしタケの夫の圭一郎と桐子は以前恋人関係で、それはこの2人の元恋人同士の再会も意味した。このパーティーに桐子が職場の後輩の藤森を連れてきてノロと藤森はお互いに好感を持つ。この2組の禁じられた恋と家族間のグループ交流、そして女学生時代の思い出話を主にストーリーは進行する。4人は36歳をむかえ、まさに女の曲がり角に立っている。

### 出演
秋山圭一郎：古谷一行
彩子の夫。大手建築会社の設計部課長。桐子と若い頃に恋人関係で2年ほど下落合のアパートで同棲していた。この頃ちょうどおコマに恋人がおらずよく3人で遊びに出かけていたためおコマとも旧知の間柄。結婚するつもりでブラジル転勤についてきてほしいと桐子に頼むが断られたためしかたなく別れる。しかし当初はブラジルに着いても会社事務所から出張で奥地に行く際はメッセージを残しておくなどかなり未練があった。異国での生活は上司にすべて仕事を押しつけられ思うように進まずとても苦労した。2年後やっと日本に戻れることになった帰りの機内で当時スチュワーデスをしていたタケと偶然再会し帰国できる安堵で涙を流し、2人はこれが縁で結婚した。2人の結婚式には当時桐子は音信不通となっていたため出席していない。現在は都内の本社勤務でつくし野の一軒家に妻、娘、母と住む。会社では施工に関して上司と部下の板挟みになり苦労している。
秋山彩子（タケ）：篠ひろ子（小学校時代：高橋純子、中学時代：鬼沢真奈美）
圭一郎の妻。旧姓桜井。学生時代は竹のように細かったので愛称はタケ。仙台でも有数の資産家の娘で兄がひとりいる。主婦業のかたわら自宅で表具屋のような仕事をしており、同居している口うるさい姑との関係に悩む。学生時代から成績がよく品行方正な自他ともに認める優等生で総代にも選ばれた。子供の頃の夢を叶えて独身時代はスチュワーデスをしていたが、機内での桐子の恋人として面識があった圭一郎との運命的な再会し寿退職した。一見幸福のすべてを持った完璧な女に見えるが、実家は亡くなった祖父が資産のすべてを握っていたため家族関係が非常に悪かった。そのためいい子でいなければならず、またいい子でしかいられなかった。自分と全く正反対の不良だった桐子に、憧れと自分ができないことをしていることへの羨望を持ち続けている。高校時代、桐子のようになりたくて校庭の花壇を荒らしたことがあるが、反省して元に戻しに行くとそこを先生に見られ、タケの仕業とは思われず、自主的に荒らされた花壇を直していると勘違いされた。そのため犯人は生徒指導の通称ナマハゲに桐子が疑われた。短大時代には桐子が家庭不和のためタケの家から通っておりいつもなにかと彼女を助けていた。しかし東北大学の学生と4人でコンパをしたときチェロを弾いた人を好きになったが、桐子が横車を入れて取られてしまったり、一方的に助けられることを嫌う桐子と愛憎相半ばする関係だった。
山下由子（おコマ）：小川知子（小学校時代：甲斐みどり、中学時代：掘実夏）
「よしこ」と読む。山下の妻。旧姓山野。「こまねずみ」のようにせわしなくいつも何か行動を起こしているため愛称はおコマ。以前は勤めをしていたが雑誌で主婦がレストランを経営して成功していることを見ると触発されて長津田で「ソル・エ・マール（太陽と海）」という地中海料理店を経営している。離婚経験があり宏治とは再婚。前夫とは姑との関係で悩み離婚。姑のことを自身の愛称であるコマネズミのおコマにかけて「ドブネズミ」と称した。全くそぶりを見せず隠しているが、財産や夫など幸福のすべてを持ったタケに嫉妬心があり、そのため不運な桐子に同情し圭一郎と桐子のよりを戻そうとけしかけた張本人。何よりもそのような行動を起こしたのは、気付かないうちに自身が独身時代から圭一郎が好きだったからであった。2人のよりが戻ったことに敏感にいち早く気付き、圭一郎を問い詰める。タケの実家の家庭不和の悩みには全く気付いておらず、タケの娘の香の運動会に訪れた際に初めて打ち明けられ、タケをすべてを持った幸せ者だと思っていた彼女を驚嘆させ、自分のしたことについて良心の呵責に苦しむ。性格ははっきりしており、隠し事ができない。勝気で短気な部分もあり息子の稔に、両親が再婚故の陰口を言った子供をバットで追い回したりもする。しかし言動とは裏腹に男の弱さが分かる優しさも持ち合わせており、かわいそうな人をほっておけないと自他ともに認めているが、この性格が仇となって学生時代から色々な問題を起こしていた。それが原因で会社が倒産し意気消沈していた別れた前夫と一夜の関係を持ってしまう。前夫と暮らしていたつくし野の家を慰謝料にもらい現在宏治と連れ子と実子の4人で住んでいる。新しい生活の前に庭を改築しパティオを作りここで飲んでいると憂さが晴れるということで「通称:山下気晴らし所」と呼んでこれが皆の憩いと交流の場となる。酔うと泣き上戸でどんなことでも悲しくなってしまう。子供の頃の夢は外交官。
岡田桐子：いしだあゆみ（小学校時代：田島加奈子、中学時代：磯崎亜紀子）
現在は映画会社で映画の翻訳字幕の仕事をしながら恵比寿の2DKのマンションに一人で住んでいる。母は2度結婚しており子供時代の家庭環境は幸せとはいえずだらしない母に嫌悪感がある。学生時代はマニキュアをしたりパーマをかけたり不良で常に問題起こしており、タケによく助けられていた。短大時代は家庭不和からタケの家から通っていた時期もある。しかしタケのものをちょっと貸してと取り上げたり、学生時代にはタケの好きな人を知ると横車を入れて取ったりとお嬢様ですべてを持っているタケに羨望と嫉妬心が強く愛憎表裏一体の関係だった。短大を卒業するとすぐ上京し様々な仕事をしたが最終的に現在の映画会社に勤めた。酔っぱらった桐子が新宿駅でごみ箱を蹴飛ばしていると近くにいた圭一郎が「ゴミ箱がかわいそうだよ。」と声をかけたのがきっかけで圭一郎と交際しており下落合のアパートで同棲生活を送り圭一郎のブラジル出張にもついていくつもりだったが、圭一郎の母に自身の出自を責められ結婚はさせないと言われたことにより、未練を持ちながら別れる決心をした。この時に実母は独身時代に愛人をしており自身はその愛人の子供で最初の父の子供でないことを圭一郎の母に初めて知らされる。このような理由で桐子が別れる決心をしたことを圭一郎には言わなかったため、圭一郎は長い間再会するまで単に自身が振られたものだと思っていた。圭一郎との別れの後はノロ、おコマ、タケとは長い間音信不通でお互いの結婚式にも出席していないほどであったが、偶然おコマと銀座で再会したことで再び4人の交流がはじまる。その間に大阪の商社マンと結婚経験があるが2年で離婚している。相手はいい人であったが逃げ出したいと思っていた。別れても圭一郎を愛し続けており、二人で買った想い出のコーヒーミルを持ち続けていた。この元恋人同士の10数年ぶりの再会が問題を引き起こす。子供の頃の夢はお嫁さん。
遠藤法子：（ノロ）森山良子（小学校時代：溝江哉、中学時代：山崎美穂）
のんびりした性格で子供の頃から動作がのろいので自身の名前をかけて愛称はノロ。旧姓関川。子供服のパートに出ていたこともあるが現在は専業主婦。息子の武の勉強ができないことが悩み。仙台に単身赴任中の夫がいるため東京と仙台を行き来する生活をしている。「いいわねぇ」が口癖で平凡な自分と才色兼備なタケたちを比べていつも羨んでいたが、藤森との出会いで変わっていく。おコマがつくし野に前夫と家を買い、その後タケも家を買ったことも関係してか、つくし野から自転車で移動可能な範囲の公営団地を購入し住んでいる。子供が学校に行きおさんどんが終わると、なにかにつけおコマの家を訪れている。天然なところがありケーキをつまみ食いして口にクリームをつけたりおっとりしているが、学生時代は当時ベストセラーの性生活の知恵をどこからか持ってきてみんなで読んだことがある。しかし本人はそのことはすっかり忘れていた。幼馴染の4人は恋人ができると皆に紹介するのが暗黙の決まりになっていたがその中で1番結婚が早かった。実家は仙台市青葉区二日町にあったが現在はもうない。学生時代に宮城県仙台第二高等学校と東北大学の野球部の男性にラブレターを出したことがあるが、間違って別の人に届いてしまったことがある。酔うと笑い上戸で笑いが止まらなくなり歌を歌いだす。子供の頃から仲が良かった4人だが、他の3人は知っているのにノロだけが知らないということが多々あり、それを不満に思っている。桐子がタケのことをよく言わないと憤慨しており、若干タケびいきであるようであるが桐子が遊びに来た時は自宅で食事をしており決して不仲ではない。単身赴任中の夫のため時々仙台に新幹線で通っているがその車中で三浦のパーティーで出会った藤森と再会しお互いの身の上話などをしているうちに意気投合し交際を始める。藤森とのことはおコマだけに告げており、他にも様々なことを相談している。小学校の頃の夢は看護婦、中学時代の夢はストリッパー。
山下宏治：板東英二
由子の夫。印刷会社の会社員、営業3部 部長補佐。おコマとは再婚で連れ子の有紀がいる。前妻の浮気で離婚したが、その後再婚相手とはうまくいっていないようで山下に愚痴をこぼしたり、娘とは会わない約束で離婚したにもかかわらず自宅に有紀と話すために電話してきたりするため、前妻との関係に手を焼いている。おコマと再婚できたことを心から嬉しく思っており愛妻家。印刷会社に勤めているが日進月歩の技術革新についていけず、会社をやめて妻のレストランを手伝おうと考えており料理学校に通っている。朗らかな話し好きでおコマの一夜の過ちを許すなど優しい性格。父として有紀と稔の不和も諭して解消する頼もしい一面もある。星座に詳しく、おコマとはパティオでお酒を飲みながら朝まで話したりしている。あまりに夫婦仲がいいため子供たちから嫌がられたこともある。常に関西弁で話す。
藤森順一：奥田瑛二
桐子の勤める映画会社の後輩。社内では独身のふりをしているが既婚である。しかし10歳年下の妻とはうまくいっておらず、いまの仕事も妻のコネ入社のため劣等感がある。妻は実家に帰ってしまったことがあるが、仲直りするとお弁当を作ってくれる。子供時代は跳び箱がとべずに押し入れに入って泣いていたり不器用な部分があるが、人前では格好をつけて隠している。同じような境遇だったノロと話すことによって2人に恋愛感情が芽生える。地方回りの仕事が多く、車や新幹線で移動する。映画館にスタンディを配ったりしている。母に食事をしていて楽しい人と結婚しなさいと言われていたが、妻はそうではないようである。パーティーで会ったさとみに言い寄られるが、「いまどきのギャル」は積極的で好きでなく断っている。
遠藤啓司：長塚京三
ノロの夫。まねび塾という学習塾に勤めており現在仙台に単身赴任中。工作を趣味としている。無口な性格で社交的でなく妻が参加する友人同士の集まりには参加しない。ノロが月に1回ほど掃除と洗濯に仙台に訪れており、その道中でノロと藤森は親しくなるが、二人の関係には気づいていない。仙台から盛岡まで出張したりと忙しい生活を送っている。
井原弥生：原真祐美
圭一郎の部署のOL。パーティーで出会ってから上司の妻であるタケに好意を持ちそれ以上の感情を抱いている。秋山家まで遊びに来たり、タケが仕事中にけがをしたときは病院にまで訪れた。自分の美しかった母とタケを重ねている。恋愛至上主義で、同僚のさとみとは意見が全く異なる。圭一郎と桐子の密会現場を目撃し、タケに密告する。
川辺さとみ：中島めぐみ
圭一郎の部署の後輩、弥生の同僚。恋愛と結婚には打算的で、さまざまな相手を持ち駒としている。パーティーで出会った藤森に好意を抱き、再び会いたいと連絡を取ってくれるように秋山に頼んだことが秋山と桐子の密会の始まりである。その後も藤森を映画やおコマのレストランなどに誘うが断られる。最終的には、会社四季報にも掲載されているような会社社長の父を持つ慶應大学出身の会社員と結婚を決めて寿退社をする。
遠藤智子：小沢みゆき
遠藤家の長女。中学1年生。ノロは彼女の勉強部屋を掃除中に大人の関係を描写した少女雑誌を発見しショックを受ける。ノロと藤森の関係には全く気付いていないが、ませた発言をする時がある。
遠藤武：金杉太郎（金杉太朗）
ノロの長男。小学5年生。成績が悪く運動神経もよくない。ノロが勉強を教えているといつも最後は喧嘩になる。姉の智子と違い母が藤森との関係によって微妙に変化していく様子に敏感で気づいているふしがある。
山下稔：岩沢正益
おコマの長男。小学5年生。武とは学区が違う。成績がよく勉強もよくできる。母の再婚によって新しい父と兄妹を持った。6年生のいじめっ子のミツオに兄弟でもないのに有紀と一緒に住んでいることが夫婦のようだとからかわれ、有紀と口をきかなくなってしまったが、タケがこの事実を聞きだし、おコマは野球をしている子供たちからミツオを見つけ出し叱るが反抗されたため野球バットを持って追い回した。これでおコマは近所で有名になってしまったが、あまり効果はなく最終的に宏治が話をして諭したことによって二人は仲直りした。美人なタケに弱く、話をしなくなった理由を聞きだしたのはタケだった。両親があまりに仲がいいことで嫉妬心を持ったこともあるが有紀に諭され受け入れる。西武ライオンズのファン。せきちゃんという野球仲間がいる。
山下有紀：牧野愛砂
山下の連れ子。両親が離婚したためか、言動が大人びている。おコマによく懐いており稔とも関係はよく、本当の母のことはあまり好いていないようである。両親があまりに仲がいいことに稔が嫉妬心をもっていることに気づき諭す。両親の再婚の記念日に靴下を編んだりと優しい性格。
秋山ふみ：戸川暁子
圭一郎の母。常に着物姿。何事も決められた通りにしないと気が済まない性格であり、圭一郎の弟家族と同居していたがうまくいかず、圭一郎家族と同居することになった。3時のお茶をタケとする習慣があるが、タケが仕事で手が離せず、準備ができなかったりすると憤慨する。タケが買い物で帰りが遅くなると小言が多い。娘時代は絵が好きで絵の勉強がしたかったようであるができなかったため嫁のタケが1番いい部屋の半分を仕事場にしていることはよく思っていないが、どちらかというと自分の好きなことができる息子たち世代のへの憧れであるようである。圭一郎と桐子が同棲していることを知ると桐子の母が愛人であったこと、桐子はその愛人との子供であること、そして桐子自身の今までの素行の悪さの過去を調べ上げ、圭一郎の留守に桐子に対して「同棲は許すが結婚は許さない」「あなたは愛人にしかなれない女だ」と告げる。この事実は当時桐子が相談したおコマしか知らず、再会したのちおコマが口を滑らすまで圭一郎は知らなかった。圭一郎がこのことを問いただすととぼけてはぐらかし、再び桐子に会っても知らないふりをしたが、タケには一言、「桐子はあなたの友達にはふさわしくない」と告げる。
秋山香：高橋久美子
圭一郎と彩子の長女。小学2年生。やっちゃんという友達がいる。私立の森村学園に通っている。
木村：神林哲哉
おコマの経営するレストランのコック。休み時間はよくアパートに帰って寝ている。
小学校の先生：板倉加代子
タケたち4人の小学校時代の先生。
千秋：浅丘南
藤森と桐子が働く映画会社の同僚。番組最後の映画「恋におちて」のビデオプレゼントと主題歌のレコードプレゼントのアナウンスを担当。
女子社員 ：木内マキ、福井園子
秋山の部下で弥生とさとみの同僚。
現場の人 ：渡辺哲三
第2話で圭一郎と桐子が住んでいたアパートの再開発の現場担当者
圭一郎の部下：大谷一夫、伊藤哲哉、中島英策

### 放送日程
| 各話                                                      | 放送日         | サブタイトル      | 視聴率 | 演出     |
| --------------------------------------------------------- | -------------- | ----------------- | ------ | -------- |
| 第一回                                                    | 1985年8月30日  | 夏の終わりに      | 16.3%  | 飯島敏宏 |
| 第二回                                                    | 1985年9月6日   | 昔の匂い          | 15.1%  | 松本健   |
| 第三回                                                    | 1985年9月13日  | いっちゃん好きや! | 13.0%  | 松本健   |
| 第四回                                                    | 1985年9月20日  | 歌い始めた街で    | 14.3%  | 飯島敏宏 |
| 第5回                                                     | 1985年9月27日  | 危険への誘い      | 18.1%  | 飯島敏宏 |
| 第6回                                                     | 1985年10月11日 | 終電車            | 14.9%  | 松本健   |
| 第7回                                                     | 1985年10月18日 | 風も 樹も 空も    | 13.3%  | 松本健   |
| 第8回                                                     | 1985年10月25日 | 秋の章            | 15.2%  | 飯島敏宏 |
| 第9回                                                     | 1985年11月1日  | 誰かが見ている    | 17.0%  | 飯島敏宏 |
| 第10回                                                    | 1985年11月8日  | 昔の男、昔の女    | 17.8%  | 松本健   |
| 第11回                                                    | 1985年11月15日 | 激情              | 19.2%  | 松本健   |
| 第12回                                                    | 1985年11月22日 | 有情の雨          | 19.0%  | 飯島敏宏 |
| 第13回                                                    | 1985年11月29日 | そして、冬        | 23.8%  | 松本健   |
| 最終回                                                    | 1985年12月6日  | 華やかな終章      | 23.2%  | 飯島敏宏 |
| 平均視聴率17.2%（視聴率は関東地区・ビデオリサーチ社調べ） |                |                   |        |          |

### 主題歌
- 小林明子「恋におちて -Fall in love-」「夏の終わりに」（第1話のパーティーシーンの挿入歌）

### 制作
- 脚本：鎌田敏夫
- プロデューサー：飯島敏宏、松本健
- 音楽: 渡辺博也
- 劇団日本児童
- 劇団いろは
- エンゼルプロ
- 技術：倉谷祐次
- カメラ：高田裕
- 照明：倉本輝彦
- 音声：片岡博司
- 音響効果：下城義行
- カラー調整：山本豊
- VTR：芳賀徹
- 美術：石田道昭
- 美術製作：丸山俊史
- 衣装：岸靖彦
- メイク：猪熊あゆみ
- 大道具：明治製作所
- 小道具：東京美工
- 持道具：京阪商会
- 植木：朝日植木装飾
- 衣装協力：君島一郎ブティック、WOOD&PECKER、グラン山貴、ALIZE、サンニトロン、アトリエ ミヤ 彩登美、PARIS、鈴乃屋
- 装飾協力：セビアン
- 制作担当：大谷弘
- 演出補：五木田亮一
- タイムキーパー：小倉千加子
- 協力：東通、緑山スタジオシティ
- 演出：松本健
- 製作: 木下プロダクション、TBS

### ロケ地
- オープニングの冒頭や番組の中で頻繁にでてきた坂道通り（舗道が再舗装され街路樹も伐採後に植樹の間隔も変更されており、当時の面影は全くない。）
- 稔と有紀（山下家の長男・長女）が頻繁に訪れていた貝がら公園
- 秋山家　(買い物シーンによく登場したスーパーの東急ストアと商店街に近い。一般の住宅のためリフォームされたらしく当時の雰囲気はない）
- ホテルリッチフィールド仙台（旧ホテルリッチ）（藤森順一が仙台に出張した際、宿泊したホテル）
- 第3話でおコマの家に行くためにノロが自転車を走らせていた道路
- レストラン ドルチェ　藤森とノロが車の中でキスしたレストラン。現在は閉店。
- おコマが経営している地中海料理店ソル・エマール（おコマが車を止めていた駐車場など全く変化がない。）
- タケが稔を待っていた階段　有紀と話をしなくなった理由を聞くため学校帰りの稔をタケがここで待っていた。
- 第7話で圭一郎と桐子が食事した「レストランイタリアンガーデン」（2014年より新店舗に転居し、ロケが行われた店舗は取り壊された。新店舗に当時の面影は全くない。）
- おコマと稔が話した坂　一夜の過ちのため再び離婚しなければならないとおコマが稔に打ち明けるシーン
- 圭一郎と桐子が同棲していたアパート　本作では圭一郎の会社が取り壊し新しいビルを建てる設定だったが今も現存している。
- 秋山家の別荘　第1話でパーティーが開かれた。
- 桐子が住んでいる恵比寿のマンション。撮影は横浜市青葉区。

## 放送局
- TBS系列局 - 同時ネット
- 福島テレビ（1983年3月まではTBS系列・フジテレビ系列、現在はフジテレビ系列） - 第1シリーズのみ放送。第7回までは同時ネットで放送され、第8回以降は土曜16:00 - 16:54に放送[注釈 3]。第2・第3シリーズはテレビユー福島（TBS系列）で放送。

## 再放送
本放送終了後、地方ではTBS系列以外のテレビ局でも再放送が行われた。現在は、BS-TBSやCSのTBSチャンネルでも不定期に再放送が行われている。

### 板東英二の所得隠し問題発覚後の対応
2012年に板東英二の個人事務所であるオフィスメイ・ワーク（現在は解散）による所得隠し（申告漏れ）問題が発覚したため、以降はTBSなどの在京キー局での板東の番組出演は自粛がかかっている状態であった。
衛星放送も例外ではなく、2013年以降暫くはBS-TBSやTBSチャンネルでの当シリーズの再放送も、板東が出演した第2シリーズと第3シリーズの再放送は見送られていたが、2015年2月より第3シリーズの再放送が再開され、自粛が一部解除された。

## ソフトウェア

### DVD
- 金曜日の妻たちへ DVD-BOX 2005年10月28日発売 （過去にはVHSとLDでも発売）
- 金曜日の妻たちへII 男たちよ、元気かい? DVD-BOX 2005年11月25日発売
- 金曜日の妻たちへIII 恋におちて DVD-BOX 2005年12月22日発売
  - オリジナルサウンドトラック以外の音声の多くは差し替えられている。

### 小説
- 金曜日の妻たちへ 上・下 1985年9月10日発売
- 金曜日の妻たちへII めぐり逢い 上・下 1986年2月25日発売
- 金曜日の妻たちへIII 恋におちて上・下 1986年4月25日発売

※現在は全巻ともに廃刊

### サウンドトラック
- Soundtracks For Lovers〜金曜日の妻たちへ/逢いたい時にあなたはいない…〜
  - 音楽を担当した渡辺博也の作品集。「金曜日には花を買って」「結婚の理想と現実」「逢いたい時にあなたはいない…」「しあわせの決断」の音楽も収録されている。